# Flavio Calle Zapata
Flavio Calle Zapata (ur. 18 lutego 1944 w San Andrés) – kolumbijski duchowny rzymskokatolicki, arcybiskup Ibagué w latach 2003-2019.

## Życiorys
Święcenia kapłańskie przyjął w Bogocie 22 sierpnia 1968 z rąk papieża Pawła VI. Doktoryzował się z teologii moralnej na Papieskim Uniwersytecie Gregoriańskim. Inkardynowany do diecezji Santa Rosa de Osos, pracował jako m.in. duszpasterz młodzieży, proboszcz w El Bagre oraz wykładowca w diecezjalnym seminarium.
16 lutego 1989 został mianowany przez papieża Jana Pawła II prałatem terytorialnym Alto Sinú, zaś miesiąc później przyjął sakrę biskupią z rąk biskupa Joaquína Garcíi Ordóñeza. 16 lutego 1993 został prekonizowany biskupem Sonsón-Rionegro. Ingres odbył się 19 marca 1993.
10 stycznia 2003 otrzymał nominację na arcybiskupa Ibagué. 19 marca 2019 przeszedł na emeryturę.